# Chicavasco
Chicavasco es una localidad mexicana perteneciente al municipio de Actopan, en el estado de Hidalgo.

## Toponimia
Se ignora el significado etimológico de la localidad. Una versión es que corresponde a una corrupción de Tzicahuazco o Tzicahuaztli, peine, co, lugar; probablemente es nombre toponográfico, y se refiere á grupos de peñas, que tienen la forma de peines.

## Historia
El 24 del 16 de diciembre de 1945, la localidad paso del municipio de El Arenal al municipio de Actopan.

## Geografía

### Ubicación
Le corresponden las coordenadas geográficas 20° 11’ 50” de latitud norte y 98° 57’ 14” de longitud oeste. Se encuentra en la región geográfica del estado de Hidalgo denominada Valle del Mezquital. La localidad se localiza en la región oriente de México, al centro del estado de Hidalgo y al sur del territorio municipal de Actopan.

### Relieve e hidrografía
La localidad tiene una altitud promedio de 2077 metros sobre el nivel del mar; con un relieve principalmente de sierra; con una pendientes del terreno de 3 a 6 grados. Fisiográficamente se encuentra en la provincia del Eje Neovolcánico, dentro de la subprovincia de Llanuras y Sierras de Querétaro e Hidalgo.
En cuanto a edafología tiene un tipo de suelo de phaeozem y leptosol; en cuanto a geología cuenta con rocas ígnea extrusiva tipo basalto y basalto- brecha volcánica básica. En lo que respecta a la hidrografía, se encuentra posicionada en la región del Pánuco, dentro de la cuenca del río Moctezuma, en la subcuenca del río Actopan. También se encuentra sobre el acuífero Actopan-Santiago de Anaya. La principal corriente de agua es el río Chicavasco.

### Clima
La ciudad presenta un clima semiseco templado.
| Parámetros climáticos promedio de Chicavasco  | Parámetros climáticos promedio de Chicavasco | Parámetros climáticos promedio de Chicavasco | Parámetros climáticos promedio de Chicavasco | Parámetros climáticos promedio de Chicavasco | Parámetros climáticos promedio de Chicavasco | Parámetros climáticos promedio de Chicavasco | Parámetros climáticos promedio de Chicavasco | Parámetros climáticos promedio de Chicavasco | Parámetros climáticos promedio de Chicavasco | Parámetros climáticos promedio de Chicavasco | Parámetros climáticos promedio de Chicavasco | Parámetros climáticos promedio de Chicavasco | Parámetros climáticos promedio de Chicavasco |
| Mes                                           | Ene.                                         | Feb.                                         | Mar.                                         | Abr.                                         | May.                                         | Jun.                                         | Jul.                                         | Ago.                                         | Sep.                                         | Oct.                                         | Nov.                                         | Dic.                                         | Anual                                        |
| --------------------------------------------- | -------------------------------------------- | -------------------------------------------- | -------------------------------------------- | -------------------------------------------- | -------------------------------------------- | -------------------------------------------- | -------------------------------------------- | -------------------------------------------- | -------------------------------------------- | -------------------------------------------- | -------------------------------------------- | -------------------------------------------- | -------------------------------------------- |
| Temp. máx. media (°C)                         | 21.4                                         | 23.7                                         | 26.0                                         | 27.3                                         | 27.2                                         | 25.1                                         | 24.0                                         | 24.2                                         | 23.2                                         | 22.5                                         | 22.2                                         | 21.9                                         | 24.1                                         |
| Temp. media (°C)                              | 12.6                                         | 14.4                                         | 16.3                                         | 18.0                                         | 18.8                                         | 18.1                                         | 17.3                                         | 17.3                                         | 17.0                                         | 15.4                                         | 14.0                                         | 13.5                                         | 16.1                                         |
| Temp. mín. media (°C)                         | 3.9                                          | 5.1                                          | 6.7                                          | 8.7                                          | 10.4                                         | 11.2                                         | 10.6                                         | 10.5                                         | 10.8                                         | 8.3                                          | 5.9                                          | 5.1                                          | 8.1                                          |
| Precipitación total (mm)                      | 12.0                                         | 8.0                                          | 14.0                                         | 33.0                                         | 62.0                                         | 96.0                                         | 98.0                                         | 75.0                                         | 96.0                                         | 43.0                                         | 16.0                                         | 7.0                                          | 560                                          |
| Fuente: Servicio Meteorológico Nacional. 2015 |                                              |                                              |                                              |                                              |                                              |                                              |                                              |                                              |                                              |                                              |                                              |                                              |                                              |

## Demografía
De acuerdo al censo INEGI del año 2020 cuenta con una población de 3484 habitantes, de los cuales 1697 son hombres y 1787 son mujeres. Esta población corresponde al 5.71 % de la población municipal.
| Gráfica de evolución demográfica de Chicavasco entre 1900 y 2020 |
|                                                                  |
| Población registrada por los censos y conteos del INEGI.         |

## Infraestructura
La localidad cuenta con dos escuelas de nivel preescolar, dos primarias, una secundaria y un telebachillerato comunitario. El código postal de la localidad es 42601, y su prefijo telefónico es 771. El servicio de agua potable, drenaje y alcantarillado está a cargo de la Comisión de Agua y Alcantarillado Sistema Actopan (CAASA), mientras que la Comisión Federal de Electricidad (CFE) se encarga de la electricidad y alumbrado público.

## Cultura
En cuanto a arquitectura destaca la hacienda de San Juan Tecojique, del periodo revolucionario, así como la Capilla San Bartolo, la Capilla Santa Teresa de Jesús y la Capilla Virgen María. En gastronomía el platillo tradicional es la barbacoa de borrego horneada en un horno subterráneo, además como uno de sus platillos principales se encuentra el ximbó, que es carne de gallo doméstico envuelto con pencas de maguey y horneado en un horno subterráneo.
Dentro de las fiestas populares que se celebran en el municipio se encuentran todas las celebraciones religiosas como Semana Santa, Navidad, Día de Muertos y el 12 de diciembre se realizan los tradicionales festejos a la Virgen de Guadalupe. También destaca la Feria patronal del 24 de agosto en honor a San Bartolo Apóstol.

## Economía
Tiene un grado de marginación bajo y un grado de rezago social muy bajo. Las principales actividades económicas son el comercio, la maquila textil, la agricultura, la ganadería y la avicultura.